# Diacre
Pour les articles homonymes, voir Diacre (homonymie).

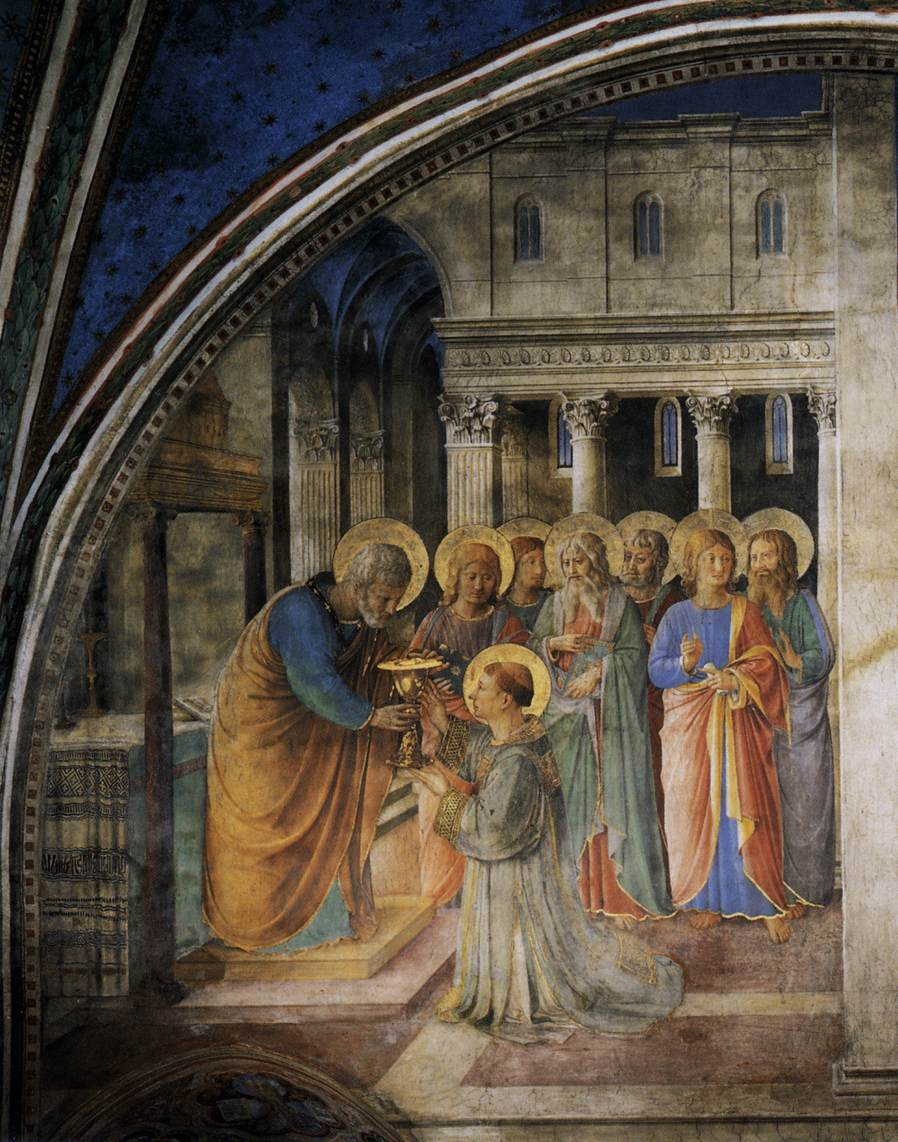
Détail d'une fresque de la chapelle Nicoline, par Fra Angelico, représentant Pierre consacrant les sept diacres. Étienne, premier diacre et premier martyr, se tient à genoux.

Le diacre ou la  diaconesse (du grec διάκονος / diakonos, « serviteur, assistant ») est une personne qui assiste le dirigeant d'une église locale chrétienne et a la responsabilité de certaines activités. Les diacres étaient à l'origine les assistants des apôtres dans la gestion des biens et des repas communs. Dans le christianisme primitif, des diaconesses ont existé, tradition qu'ont reprise les Églises protestantes.
Dans les Églises catholique, orthodoxe et anglicane, l'ordination diaconale est la première étape de la consécration, la deuxième étape étant la prêtrise et la troisième l'épiscopat. C'est à la suite du concile Vatican II que l'Église catholique a rétabli le diaconat permanent, avec l'ordination diaconale d'hommes mariés. Le diaconat reste cependant une étape obligatoire avant d'accéder à la prêtrise.

## Histoire

### Sources bibliques

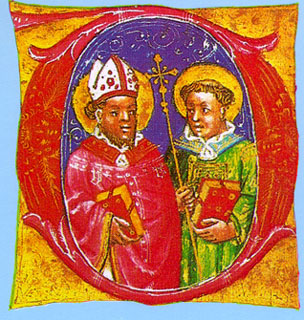
L'évêque et son diacre Fortunat, mort vers l'année 65.

C'est dans les Actes des Apôtres (6:1 et suivants) qu'il est fait mention pour la première fois d'hommes ordonnés pour le service de l’Église et des plus démunis. Les diacres sont alors choisis par les fidèles et ordonnés par imposition des mains. Rapidement, ils sont appelés à gérer les biens matériels de l'Église naissante. Ainsi, furent désignés selon les Actes, les sept premiers diacres de l'Église primitive : Étienne, premier martyr et premier diacre (également traduit par « Stéphane »), Philippe, Prochore, Nicanor, Timon, Parménas et Nicolas.
Paul de Tarse, dans son Épître aux Romains (16, 1-2) recommande « Phoebé, notre sœur, qui est diaconesse de l'Église de Cenchrées ».

### Évolution

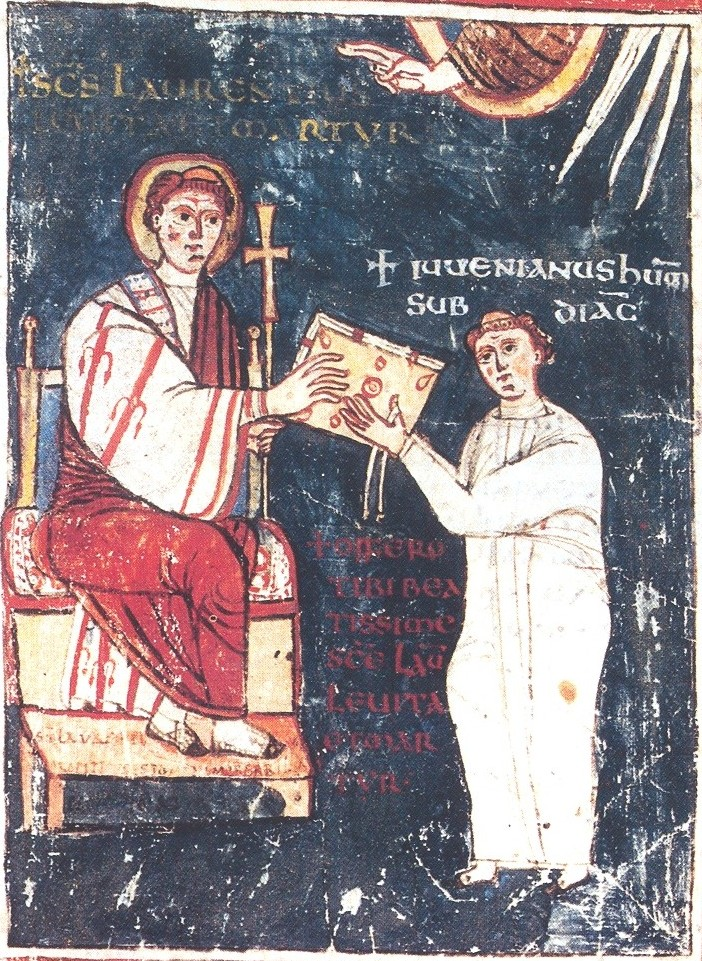
Ordination d'un diacre. Manuscrit du IXe siècle.

Dans le christianisme primitif, les Églises d'Orient semblent avoir ordonné des femmes au diaconat. La question reste en suspens de savoir si cette ordination était équivalente à celle des hommes, en d'autres termes si elle donnait accès au premier degré du sacrement de l'ordre. Quoi qu'il en soit, l'ordination diaconale des femmes est tombée en désuétude au cours du second millénaire. Néanmoins, elle a été parfois remise au goût du jour dans certaines Églises orthodoxes ou antéchalcédoniennes. Les diaconesses avaient comme rôle de participer au baptême des femmes catéchumènes et de s'occuper des femmes de la communauté.
À partir du Ve siècle, le diaconat des hommes a décliné dans l’Église latine, jusqu'à sa disparition totale, tout en restant en vigueur dans les Églises catholiques orientales. 

## Catholicisme

### Rétablissement des diacres permanents
Jusqu'au concile Vatican II, dans l’Église latine, n'étaient ordonnés diacres que les séminaristes qui se préparaient à devenir prêtres, et cela seulement quelques mois avant leur ordination sacerdotale.
Suivant les recommandations du concile Vatican II énoncées dans la constitution dogmatique Lumen Gentium, puis dans le décret conciliaire Ad Gentes, le pape Paul VI a publié en 1967 le motu proprio Sacrum diaconatus ordinem, qui restaure l'ancienne pratique d'ordonner au diaconat des hommes qui ne sont pas destinés à la prêtrise. Il s'agit des « diacres permanents », par contraste avec ceux qui ne sont ordonnés diacres que dans la perspective de l'ordination sacerdotale. Il n'existe cependant aucune différence canonique entre ces deux catégories : il n'y a qu'un seul ordre des diacres.

### Rôle et statut
Le diacre reçoit le premier degré du sacrement de l'ordre dans l'Église catholique. Alors que les prêtres, qui ont reçu le second degré du sacrement de l'ordre, sont les collaborateurs de l'évêque dans son caractère sacerdotal, le diacre est collaborateur de l'évêque dans son caractère ministériel.
Les diacres, ordonnés de façon définitive, sont des clercs (membres du clergé), et non plus des laïcs. Selon le canon, « seul un homme baptisé reçoit validement l'ordination sacrée ». En tant que clerc, le diacre est astreint à la lecture de l'office divin.
Le rôle diaconal est défini par la constitution dogmatique Lumen Gentium : « Il appartient aux diacres d'administrer solennellement le baptême, de conserver et de distribuer l'Eucharistie, d'assister, au nom de l'Église, au mariage et de le bénir, de porter le viatique aux mourants, de donner lecture aux fidèles de la Sainte Écriture, d'instruire et exhorter le peuple, de présider au culte et à la prière des fidèles, d'être ministres des sacramentaux, de présider aux rites funèbres et à la sépulture. Consacrés aux offices de charité et d'administration, les diacres ont à se souvenir de l'avertissement de saint Polycarpe : « Être miséricordieux, zélés, marcher selon la vérité du Seigneur qui s'est fait le serviteur de tous ». »

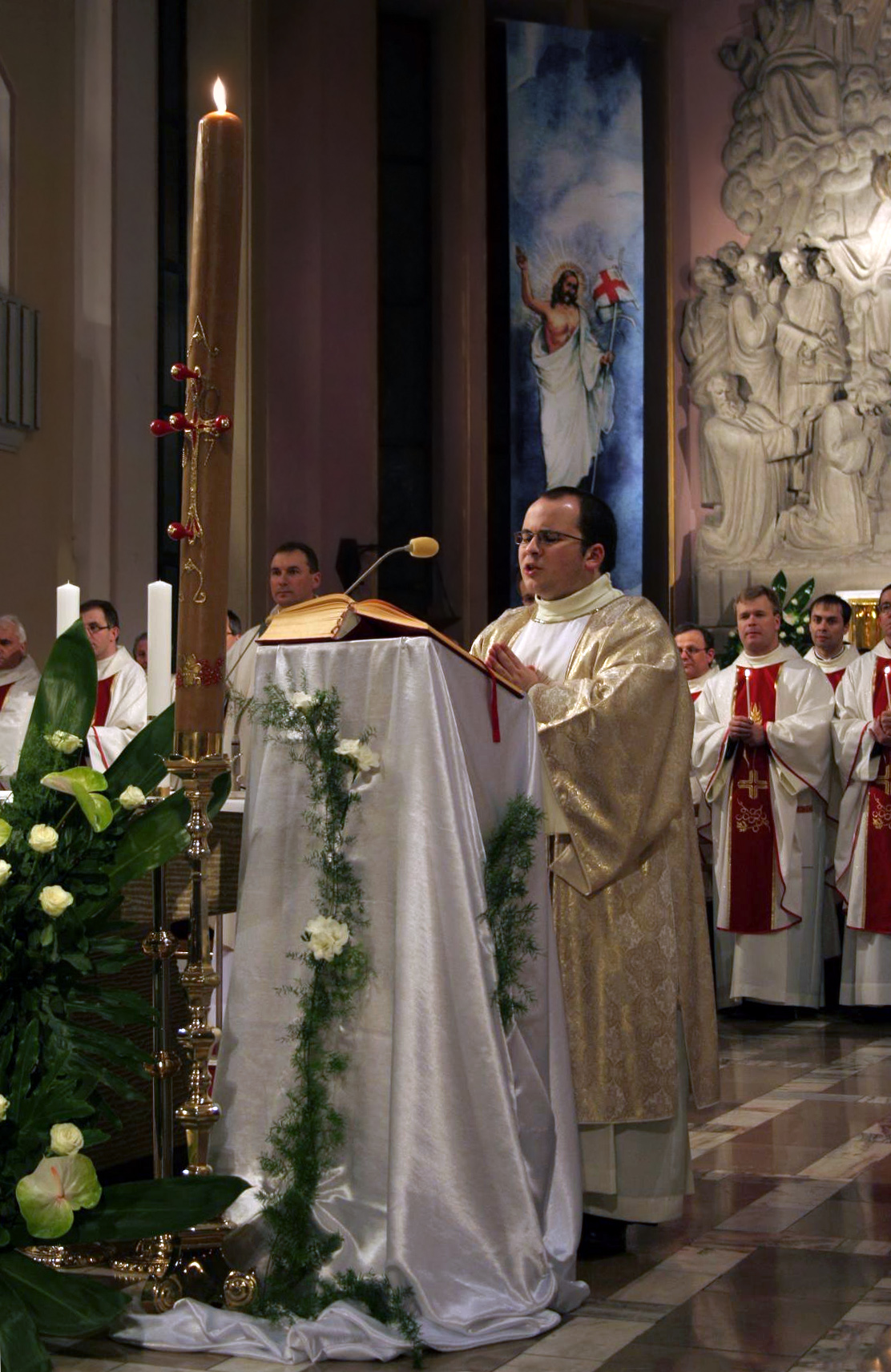
Diacre chantant l'exultet lors de la vigile pascale.

L'âge minimum requis par le droit canon (CIC §1031-2) est de 25 ans pour un célibataire et de 35 ans pour un homme marié qui devient diacre. Dans ce dernier cas, la conférence des évêques du lieu peut renforcer cette condition : ainsi, en France, au moins dix ans de mariage sont exigés alors que seulement sept ans de mariage sont exigés au Québec. En cas de veuvage, le diacre est soumis à la règle du célibat.
La période nécessaire de formation préparatoire à l'ordination diaconale dans l'Église latine, déterminée par l'ordinaire local, varie d'un diocèse à l'autre. En général, elle consiste en une année de préparation par une vie de prière plus intense et de quatre à cinq années d'études, auxquelles s'ajoutent généralement un an de formation l'année suivant l'ordination. Les diacres reçoivent une formation en philosophie et théologie et doivent ainsi acquérir de solides bases en exégèse, homilétique, théologie des sacrements, ecclésiologie, ainsi que de bonnes notions concernant le ministère pastoral qui leur sera dévolu. Bien qu'ils soient assignés à une paroisse par l'évêque diocésain (ce qui la plupart du temps correspond à leur paroisse territoriale, ainsi que parfois d'autres paroisses voisines ou d'autres ministères comme les tribunaux ecclésiastiques, les aumôneries d'hôpitaux ou d'écoles, etc.) toutefois, une fois assignés, ils sont soumis à la supervision du curé ou du recteur de la paroisse ou de l'église, si toutefois ils n'ont eux-mêmes charge de recteurs. 
Contrairement à la plupart des clercs, les diacres qui ont une profession séculière en plus de leur ministère n'ont pas de droit à recevoir un salaire pour leur ministère, ce qui n'empêche pas de nombreux diocèses de les rémunérer.
Pendant la messe, le diacre est le ministre ordinaire de la proclamation de l'évangile (il est d'ailleurs important de noter que le prêtre ou l'évêque doivent laisser cet acte au diacre s'il y en a un présent) et de la communion (spécialement sous le Précieux Sang). Comme clercs ordonnés, et si l'évêque leur en donne la faculté, les diacres peuvent prêcher à la messe, à moins que le prêtre célébrant choisisse de le faire lui-même pour une messe donnée.
Les vêtements du diacre, dans le rite romain, consistent en une aube semblable à celle du prêtre, l'étole et la dalmatique, cette dernière étant généralement tombée en désuétude.
Alors que le prêtre est le signe du Christ rassembleur, le diacre est signe du Christ serviteur. Au sein de sa communauté, le diacre a un rôle spirituel qui peut comprendre la prédication (μαρτυρία / marturía, « témoignage ») et le culte (λειτουργία / leitourgía, « fonctionnement, fonction, liturgie »).

## Églises orthodoxes et grecques-catholiques

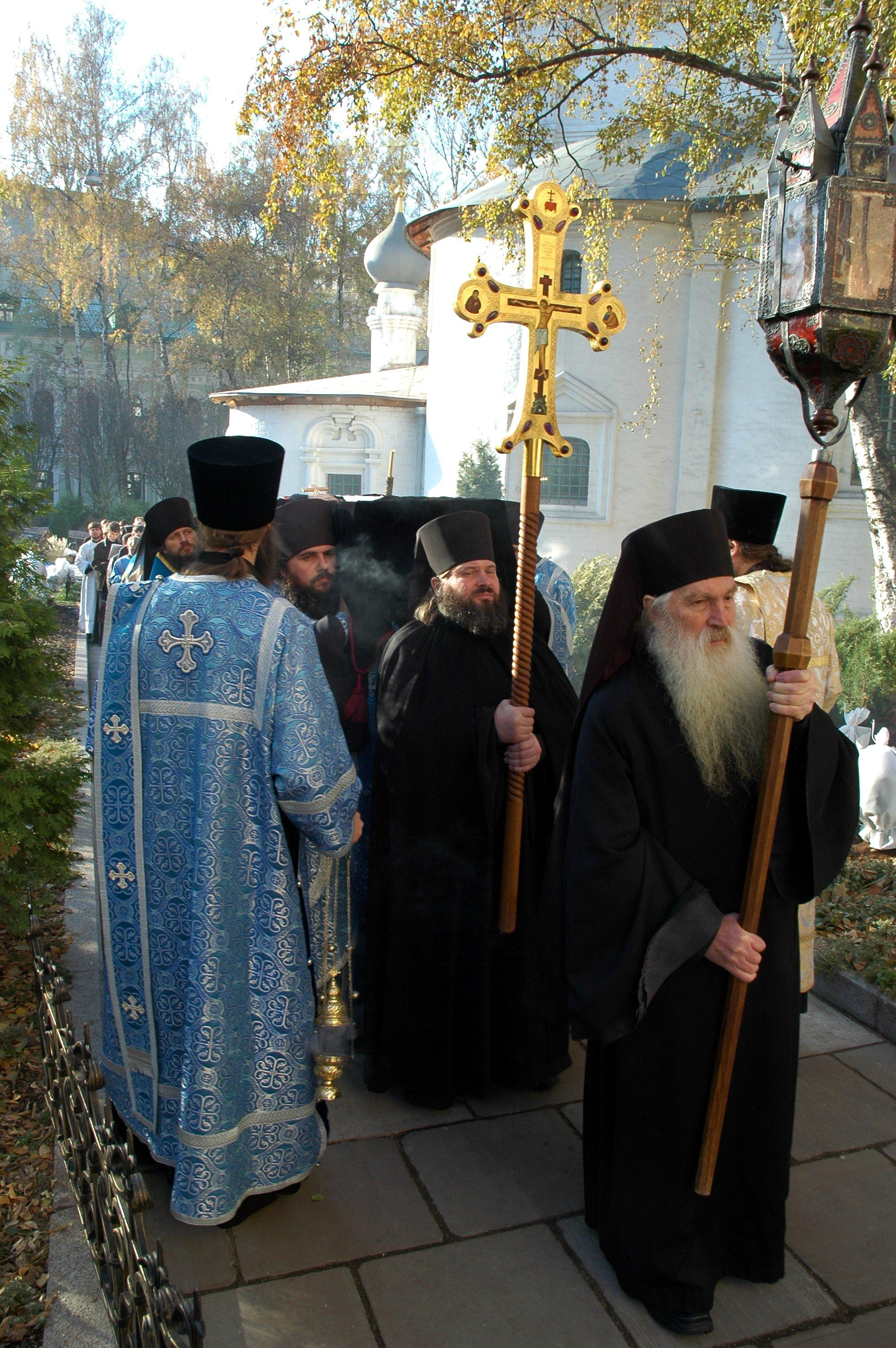
Diacre orthodoxe russe en vêtements liturgiques bleus.

Le christianisme oriental a conservé les ordres mineurs : chantre, lecteur, sous-diacre, ainsi que le diaconat comme ordre permanent, ou menant à la prêtrise. Un homme marié ou un moine peut être ordonné diacre, mais un diacre non marié ne peut plus se marier. Les diacres participent à la vie de la communauté paroissiale et servent le célébrant pendant la liturgie.
En plus de proclamer l’Évangile et d'aider à la distribution de la communion, (dans la tradition slave, le diacre ne distribue pas lui-même la communion) le diacre encense les icônes et le peuple, appelle l'assemblée à la prière, conduit les litanies et a un rôle spécial dans la récitation dialoguée de l'anaphore. En accord avec la tradition des Églises d'Orient, il n'a pas la faculté d'être ministre des sacrements, si l'on exclut le baptême qu'il peut administrer comme tout fidèle en cas de danger de mort imminente. Quand il est présent à un baptême d'adulte, c'est souvent lui qui descend dans l'eau avec celui qui est baptisé (Actes des apôtres, 8, 38). Contrairement à la discipline en vigueur dans l’Église catholique romaine, les diacres des Églises orientales, qu'ils soient orthodoxes ou catholiques ne peuvent présider la célébration d'un mariage, puisque dans la théologie orientale le sacrement est opéré non par les époux dans le consentement mais par la bénédiction nuptiale conférée par le prêtre ou l'évêque.

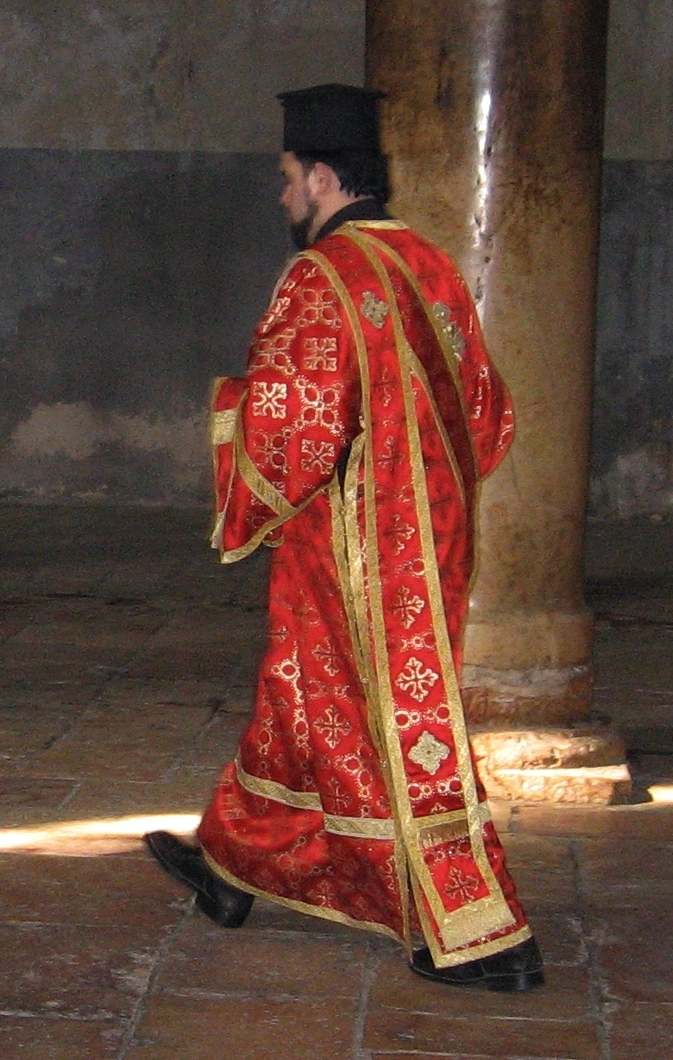
Diacre grec-orthodoxe de la basilique de la Nativité de Bethléem.

Les vêtements du diacre pendant les célébrations consistent dans le sticharion (correspondant à une aube, mais très ornée et de couleur appropriée au temps liturgique), l'orarion (l'équivalent de l'étole diaconale latine), et les épimanikia (qui se portent autour des poignets) Le diacre porte habituellement un simple orarion qui est placé sur l'épaule gauche, mais s'il est élevé à la dignité d'archidiacre, il porte le "double orarion". Les usages concernant les coiffes liturgiques varient selon le statut du diacre et la tradition à laquelle il appartient.
Pour ce qui concerne le vêtement ecclésiastique pour la vie de tous les jours, le diacre reçoit immédiatement après son ordination une bénédiction pour porter l'exorasson, qui correspond à la soutane latine, et l'antérion, une soutane plus ample portée lorsque le diacre est à l'église. Toutefois, dans certains pays, les diacres ont pris l'habitude de s'habiller en civil pour la vie de tous les jours et de réserver le port de la soutane à la présence à des célébrations ou à des cérémonies où le port de l'habit ecclésiastique semble judicieux. Lorsqu'on s'adresse à un diacre dans l'orthodoxie ou bien chez les grecs-catholiques, on use habituellement du titre de "Père" ou "Père-diacre".

## Protestantisme

### Diacres et diaconesses
Les Églises protestantes connaissent le ministère de diacres, chargés de l'assistance aux pauvres. Ce ministère s'exerce soit à travers des institutions ou œuvres protestantes, indépendantes des structures ecclésiastiques stricto sensu, soit dans le cadre de diaconats paroissiaux. Un ministère de diacre paroissial peut également s'exercer à l'égard de certaines parties de la population paroissiale (jeunesse, par exemple), à côté du ministère pastoral plus généraliste.
Le protestantisme connaît également des « diaconesses », soit des religieuses consacrées principalement au service des pauvres. On trouve des diaconesses dans la majorité des Églises protestantes. C'est dans le luthéranisme, leur berceau, que ces communautés sont les plus nombreuses. Ce mouvement de vie communautaire de femmes s'est surtout développé au début du XIXe siècle sous l'influence du Réveil.
En Allemagne, les Frères moraves avaient rétabli l'ancien ministère des diaconesses en 1745). Au contact des Frères moraves, le pasteur revivaliste Theodor Fliedner et son épouse Frederike fondent en 1836 à Kaiserswerth, petite ville aujourd'hui intégrée à Düsseldorf, une communauté religieuse de femmes gérant un hôpital et un centre de formation, communauté qui essaimera rapidement à travers le monde.
En France, l'ordre religieux protestant des Diaconesses de Reuilly a été fondé en 1841 par une laïque, Caroline Malvesin (1806-1889), en collaboration avec le pasteur Antoine Vermeil (1799-1864). Un an plus tard, la congrégation des diaconesses de Strasbourg est fondée par le pasteur François Haerter (1797-1874), qui en devient l’aumônier, avec six sœurs diaconesses.
La plupart du temps, l'activité des diaconesses est semblable à celle des ordres de religieuses apostoliques catholiques. Elles sont souvent infirmières ou enseignantes.
Elles sont aussi théologiennes, spécifiquement chez les diaconesses de Buc qui font partie des diaconesses de Reuilly. Certaines sont pasteurs. Les diaconesses de Reuilly sont implantées en France, notamment au Mazet-Saint-Voy (Haute-Loire) et à l'étranger en Norvège, au Cameroun et en Polynésie. D'autres communautés de diaconesses sont implantées en France, notamment les Diaconesses de Strasbourg en Alsace, ou la Communauté de Pomeyrol dans le sud de la France.

### Anglicanisme
L'anglicanisme dans plusieurs provinces a rétabli le diaconat comme ordre permanent. Un homme (et dans bien des provinces, une femme) peut être ordonné diacre (puis prêtre). Les diacres participent à la vie de la communauté paroissiale et concélèbrent la liturgie avec le prêtre. Entre autres, les diacres lisent l'Évangile et peuvent prêcher. Ils ont souvent un ministère particulier (aumônier, etc.) dans la communauté.

### Christianisme évangélique
Dans le christianisme évangélique, les diacres assistent les pasteurs dans les activités de l'Église, comme la gestion financière, la supervision des travaux d'entretien, la responsabilité des oeuvres sociales. Une formation pour le ministère est offerte dans certains collèges bibliques.